# Лука Луцарді
Лука Луцарді (італ. Luca Luzardi, нар. 18 лютого 1970, Манербіо) — італійський футболіст, що грав на позиції захисника. По завершенні ігрової кар'єри — футбольний тренер.

## Клубна кар'єра
Народився 18 лютого 1970 року в місті Манербіо. Вихованець футбольної школи клубу «Брешія». Дорослу футбольну кар'єру розпочав 1987 року в основній команді того ж клубу, в дебютному сезоні взяв участь лише у 10 матчах чемпіонату. Наступний рік провів в оренді у складі «Прато», після чого на три сезони повернувся до «Брешії».
Своєю грою за останню команду привернув увагу представників тренерського штабу клубу «Лаціо», до складу якого приєднався 1992 року. Відіграв за «біло-блакитних» наступні два сезони своєї ігрової кар'єри.
Протягом 1994—2003 років захищав кольори клубів «Наполі», «Брешія», «Асколі», «Реджяна», «В'яреджо» та «Лодіджані».
Завершив професійну ігрову кар'єру у нижчоліговому клубі «Монтеротондо», за команду якого виступав протягом 2004—2005 років.

## Виступи за збірні
Протягом 1989—1992 років залучався до складу молодіжної збірної Італії. На молодіжному рівні зіграв у 14 офіційних матчах, забив один гол.
1992 року захищав кольори олімпійської збірної Італії. У складі цієї команди провів 3 матчі, відзначився одним забитим голом. У складі збірної — учасник футбольного турніру на Олімпійських іграх 1992 року у Барселоні.

## Кар'єра тренера
Розпочав тренерську кар'єру невдовзі по завершенні кар'єри гравця, 2008 року, увійшовши до тренерського штабу клубу «Віченца».
В подальшому входив до тренерського штабу клубу «Аталанта».
Наразі останнім місцем тренерської роботи був клуб «Сассуоло», в якому Лука Луцарді був одним з тренерів головної команди до 2011 року.